# Donald Tovey
Pour les articles homonymes, voir Tovey.
Sir Donald Francis Tovey (né le 17 juillet 1875 à Eton – mort le 10 juillet 1940 à Édimbourg) est un compositeur, critique musical, musicologue, analyste, pianiste et chef d'orchestre écossais. Il a été anobli en 1935.

## Biographie
Il apprend le piano de manière précoce et devient ami avec le célèbre violoniste Joseph Joachim. Il se produit en 1905 avec le Quatuor Joachim, dans le Quintette avec piano de Brahms. Il acquiert une certaine notoriété comme compositeur, certaines de ses œuvres étant jouées à Vienne et à Berlin. Mais c'est surtout comme musicologue qu'il se fait connaître, rédigeant à partir de 1911 une partie des articles concernant la musique des XVIIIe et XIXe siècles de l’Encyclopædia Britannica. En 1914, il commence à enseigner la musique à l'université d'Édimbourg et y fonde l'orchestre Reid. C'est pour cet orchestre qu'il écrit un grand nombre de notices analytiques de programmes, réunies plus tard, en six volumes, sous le titre de Essays on Musical Analysis. Ces notices, écrites de manière élégante et néanmoins précise, fondent une tradition analytique britannique, plus descriptive que structurale, mais dont la méthode et le ton se retrouvent chez des analystes tels que Joseph Kerman (en) ou Charles Rosen. Dès lors, son œuvre de compositeur devient plus rare, mais il écrit une symphonie en 1913 et un concerto pour violoncelle et orchestre pour Pablo Casals en 1935. Tovey a édité de nombreux compositeurs et, en 1913, il réalise une nouvelle édition de L'Art de la fugue de Jean-Sébastien Bach ou il suggère une conclusion pour la fugue inachevée.

## Publications
- A Companion to The Art of Fugue, Londres, 1931.
- A Companion to Beethoven’s Pianoforte Sonatas, Londres, 1931, 1947.
- The forms of music, 1944 [lire en ligne]
- Musical Articles from the Encyclopaedia Britannica, H. J. Foss ed., Londres, 1944. [lire en ligne]
- Beethoven, H. J. Foss, éd., Londres, 1945. [lire en ligne]
- The Main Stream Of Music And Other Essays, 1949 [lire en ligne]
- Essays in Musical Analysis (6 volumes plus un volume posthume consacré à la musique de chambre, 1949), Londres, 1935-39, 1981. [lire en ligne (volume V : musique vocale)], [lire en ligne (volume VI)]
- Essays and Lectures on Music, H. J. Foss, éd., Londres, 1949.

En tant qu'éditeur
- Bach, The Art of Fugue (Die Kunst der Fuge), Londres, Oxford University Press, 1931 (OCLC 16652013)
- Bach, Forty-eight preludes and fugues : pianoforte, Londres, Associated Board of the Royal Schools of Music 1951 (OCLC 42236684)